# Alex Burdon

a Compétitions nationales et continentales officielles uniquement.

b Matchs officiels uniquement.
Alexander Burdon, né le 31 mars 1879 à Glebe et mort le 13 décembre 1943 à Branxton, est un joueur de rugby à XV et de rugby à XIII australien évoluant au poste d'avant dans les années 1900 et 1910. Il a donc évolué sous les deux codes de rugby, par ailleurs il a été sélectionné au sein de l'équipe d'Australie de XV et de XIII. Il est à l'origine de l'arrivée du rugby à XIII en Australie.

## Biographie

### Rugby à XV
Né à Glebe en Nouvelle-Galles du Sud, Alex Burdon évolue sous les couleurs de Glebe Rugby Union au rugby à XV dès 1902. Il est appelé également à représenter une sélection provinciale appelé Metropolis puis New South Wales Waratahs. Il fait également partie de la sélection d'Australie qui dispute un match contre sélection de Nouvelle-Zélande remporté 22-3 à Sydney.
Le 26 mai 1907, il se fracture l'épaule qui l'éloigne de son travail durant dix semaines dans un match entre la Nouvelle-Galles du Sud et le Queensland. Le rugby à XV est alors amateur et rien ne les oblige à rembourser ses frais médicaux. Cette blessure suscite un émoi au sein du monde du rugby en Australie dont James Giltinan. En Nouvelle-Zélande, une sélection est mise en place pour adopter le nouveau code de rugby : le rugby à XIII. Celui-ci se veut professionnel et prévoit des dédommagements pour les joueurs blessés.

### Rugby à XIII
Alex Burdon soutient ce projet de rugby à XIII en Australie et rejoint le club de rugby à XIII de Glebe créé le 9 janvier 1908, situé dans la banlieue de Sydney, et y est même nommé capitaine de l'équipe.
Il fait partie des cinq sélectionnés ayant joué au rugby à XV auparavant à participer à la tournée de la sélection d'Australie de rugby à XIII en Grande-Bretagne entre décembre 1908 et février 1909. Il dispute 25 matchs dont deux test-matchs contre la Grande-Bretagne aux côtés de son capitaine Dally Messenger.